# Burg Aglasterhausen
Die Burg Aglasterhausen, auch Weiler, Burg Weiler, Weilerburg genannt, ist eine abgegangene Höhenburg auf dem Schlossbuckel bei etwa 210 m über NN, 15 Meter oberhalb des Schwarzbachs in der Nähe der Weilermühle bei der Gemeinde Aglasterhausen im Neckar-Odenwald-Kreis in Baden-Württemberg.

## Geschichte
Die Burg wurde Ende des 12. Jahrhunderts vermutlich von den Herren von Aglasterhausen erbaut, die 1224, 1226 und 1227 in Urkunden des Bistums Speyer erscheinen. Erst im Jahre 1421 wird die Burg selbst erstmals urkundlich erwähnt. Damals war die in der Urkunde als „burgel und weiler“ bezeichnete Anlage im Besitz des Asbacher Astes der Herren von Helmstatt und wurde von diesem an die Herren von Hirschhorn verkauft. Diese trugen die Burg im folgenden Jahr den Pfalzgrafen bei Rhein zu Lehen auf. Vermutlich wurde die Burg 1525 im Bauernkrieg durch Brand zerstört.

## Beschreibung
Bei der Burganlage handelte es sich um eine einfache Turmburg mit einem Bergfried (Wohnturm) auf einer Grundfläche von etwa 11,5 mal 12 Meter und zwei Meter starker Mauer. Der Zwinger war etwa 20 mal 22 Meter groß und die Außenmauer etwa 1,1 Meter stark. Weiter verfügte die Burg über einen Halsgraben, der die Burg gegen den Berg schützte. Reste der Grundmauern wurden 1959 ausgegraben, anschließend aber zerstört.